# 武昭妃
端莊昭妃，亦稱為武昭妃（1431年—1467年3月15日），名不詳，北直隸順天府大興縣人。正六品錦衣衛百戶武寬之女，明朝明英宗朱祁鎮之妃。

## 生平
根據《明實錄》的記載，武昭妃是順天府大興縣人，父親為錦衣衛百戶武寬。宣德六年（1431年）出生，宣德八年（1433年）選入內庭，天順改元（1457年）冊封為昭妃 （據考證，天順元年四月十三日，冊立貴妃周氏及諸妃，明英宗派遣太平侯張軏為正使，武功伯徐有貞為副使持節行禮）。天順八年正月十六日（1464年2月22日），明英宗病重，召皇太子朱見深及太監牛玉等人到病榻前，囑咐他們說殉葬不是古禮，仁者不忍，所以眾妃不必殉葬，並且吩咐他們要挑選好地方建造陵寢，錢皇后壽終之後與他合葬，貞順懿恭惠妃劉氏的墳墓亦需遷來，以後諸妃依次祔葬。翌日，明英宗駕崩，武昭妃等明英宗遺孀開始守寡生活，不需要殉葬。成化三年二月初十日（1467年3月15日），「英廟昭妃武氏」薨逝，終年三十七歲。明英宗之子明憲宗朱見深輟朝三日，並且賜二字謚號「端莊」，稱武氏為端莊昭妃。武昭妃葬於北京金山。